# UKCAマーク

UKCAマーク

UKCAマーク(UKCA marking)とは、イギリスのグレートブリテン島内で販売される製品に適用される要件への適合性を示す認証マークである。UKCAは、United Kingdom Conformity Assessed（連合王国適合性評価済）の略である。

## 導入
UKCAマークは、イギリスのEU離脱（ブレクジット）に伴い、それ以前のCEマークの代わりに導入されたものである。イギリスがEUを離脱した2020年1月31日に施行された"The Product Safety and Metrology etc. (Amendment etc.) (EU Exit) Regulations 2019"によって導入された。
UKCAマークに関する当初のガイダンスは、合意なきブレグジットに先立ち2019年にイギリス政府から発表されたが、その後撤回された。
UKCAマークの表示は、ブレクジット移行期間の後に義務化されることになっているが、詳細は不明のままであり、製品メーカーから懸念の声が上がっている。UKCAマークの適用範囲と手続きは、当初はCEマークに準じるが、2020年12月31日以降はCEマークとは別のものになる可能性がある。

## 北部アイルランド
UKCAマークの義務化は、グレートブリテン島内で販売される製品にのみ適用される。北部アイルランドでは、引き続きCEマークの使用が認められる。
第三者による適合性評価が必要で、イギリス国内の機関が使用する場合は、CEマークに加えてUKNIマークも必要となる。

## UKCAマークの規格
UKCAマークのサイズは5ミリメートル以上でなければならず、拡大した場合でも比率を維持しなければならない.。